# 1987-es Formula–1 francia nagydíj
Az 1987-es Formula–1-es világbajnokság  hatodik futama a francia nagydíj volt.

## Futam
A francia nagydíjon Mansell és Prost indult az első sorból, Senna és Piquet előtt. Mansell jól rajtolt, így megtartotta az előnyét, míg Piquet a hátsó egyenesben megelőzte Prost McLarenjét, így a két Williams haladt az élen. A 19. körben Piquet elveszítette a második helyét Prosttal szemben. A boxkiállások során azonban Piquet Prost és Mansell elé tért vissza. Nigel visszavette a második helyet, majd Piquet mögé érkezett. A 46. körben a vezető brazil hibázott, és túl szélesen vett egy kanyart, így Mansell állt az élre. A brit megnyerte a versenyt Piquet, Prost és Senna előtt.
|         | Rsz. | Versenyző          | Csapat                 | Körök | Idő/Kiesések    | Rajthely | Pontok |
| ------- | ---- | ------------------ | ---------------------- | ----- | --------------- | -------- | ------ |
| 1       | 5    | Nigel Mansell      | Williams-Honda         | 80    | 1:37:03,839     | 1        | 9      |
| 2       | 6    | Nelson Piquet      | Williams-Honda         | 80    | + 7,711         | 4        | 6      |
| 3       | 1    | Alain Prost        | McLaren-TAG            | 80    | + 55,255        | 2        | 4      |
| 4       | 12   | Ayrton Senna       | Lotus-Honda            | 79    | + 1 kör         | 3        | 3      |
| 5       | 19   | Teo Fabi           | Benetton-Ford          | 77    | + 3 kör         | 7        | 2      |
| 6 (1)   | 4    | Philippe Streiff   | Tyrrell-Ford           | 76    | + 4 kör         | 25       | 1      |
| 7 (2)   | 3    | Jonathan Palmer    | Tyrrell-Ford           | 76    | + 4 kör         | 24       |        |
| 8       | 2    | Stefan Johansson   | McLaren-TAG            | 74    | + 6 kör         | 9        |        |
| 9 (3)   | 14   | Pascal Fabre       | AGS-Ford               | 74    | + 6 kör         | 26       |        |
| Kiesett | 28   | Gerhard Berger     | Ferrari                | 71    | Felfüggesztés   | 6        |        |
| HN      | 11   | Nakadzsima Szatoru | Lotus-Honda            | 71    | Helyezés nélkül | 16       |        |
| Kiesett | 27   | Michele Alboreto   | Ferrari                | 64    | Motorhiba       | 8        |        |
| Kiesett | 17   | Derek Warwick      | Arrows-Megatron        | 62    | Turbó           | 10       |        |
| Kiesett | 30   | Philippe Alliot    | Larrousse-Ford         | 57    | Váltó           | 23       |        |
| Kiesett | 16   | Ivan Capelli       | March-Ford             | 52    | Motorhiba       | 22       |        |
| Kiesett | 23   | Adrián Campos      | Minardi-Motori Moderni | 52    | Turbó           | 21       |        |
| Kiesett | 25   | René Arnoux        | Ligier-Megatron        | 33    | Kipufogó        | 13       |        |
| Kiesett | 20   | Thierry Boutsen    | Benetton-Ford          | 31    | Motorhiba       | 5        |        |
| Kiesett | 10   | Christian Danner   | Zakspeed               | 26    | Túlmelegedés    | 19       |        |
| Kiesett | 26   | Piercarlo Ghinzani | Ligier-Megatron        | 24    | Motorhiba       | 17       |        |
| Kiesett | 24   | Alessandro Nannini | Minardi-Motori Moderni | 23    | Turbó           | 15       |        |
| Kiesett | 7    | Riccardo Patrese   | Brabham-BMW            | 19    | Differenciálmű  | 12       |        |
| Kiesett | 9    | Martin Brundle     | Zakspeed               | 18    | Kerék           | 18       |        |
| Kiesett | 21   | Alex Caffi         | Osella-Alfa Romeo      | 11    | Motorhiba       | 20       |        |
| Kiesett | 8    | Andrea de Cesaris  | Brabham-BMW            | 2     | Turbó           | 11       |        |
| Kiesett | 18   | Eddie Cheever      | Arrows-Megatron        | 0     | Elektronika     | 14       |        |

## Statisztikák
Vezető helyen:
- Nigel Mansell: 70 (1-35 / 46-80)
- Nelson Piquet: 10 (36-45)

Nigel Mansell 9. győzelme, 8. pole-pozíciója, Nelson Piquet 21. leggyorsabb köre.
- Williams 33. győzelme.